# Хендрам (Минесота)
Хендрам (енгл. Hendrum) град је у америчкој савезној држави Минесота.

## Демографија
По попису из 2010. године број становника је 307, што је 8 (-2,5%) становника мање него 2000. године.
| Група             | 2000.       | 2010.       |
| Белци             | 292 (92,7%) | 280 (91,2%) |
| Афроамериканци    | 0 (0,0%)    | 0 (0,0%)    |
| Азијати           | 1 (0,3%)    | 0 (0,0%)    |
| Хиспаноамериканци | 14 (4,4%)   | 25 (8,1%)   |
| Укупно            | 315         | 307         |